# علامة جاور

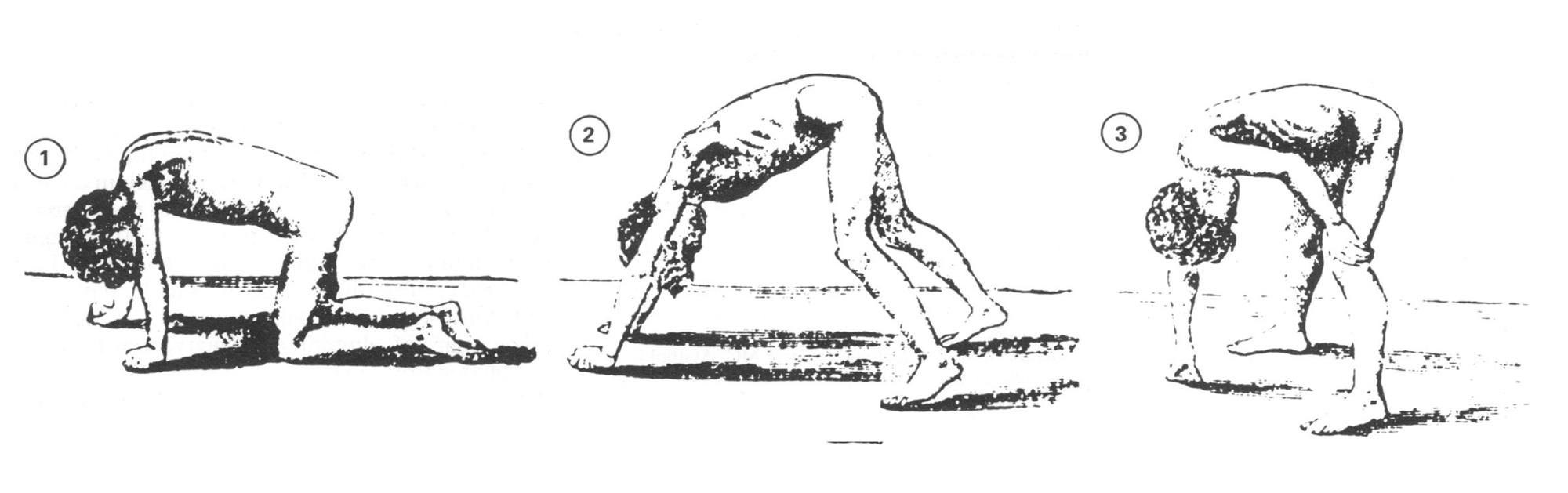
علامة جاور

علامة غاور (بالإنجليزية: Gowers' sign)‏ هي علامة طبية تشير إلى ضعف العضلات الدانية (Proximal muscles). هذه العلامة تصف المريض الذي يستخدم يديه وذراعيه ليقف من وضع القرفصاء، وذلك لضعف عضلات الورك والفخذ.
سميت بهذا الاسم نسبة لويليام ريتشارد غاور. ترى علامة غاور عادة في مرضى الحثل العضلي الدوشيني.